# Wyspy Nanpō
Wyspy Nanpō (jap. 南方諸島 Nanpō-shotō, Nampō-shotō; dosł. Wyspy Południowe lub Archipelag Południowy) – zbiorcza nazwa łańcucha wysp, rozciągającego się południkowo ok. 1500 km na południe od czterech głównych Wysp Japońskich, a dokładnie od półwyspu Izu i zatoki Sagami w głąb Pacyfiku, aż do Marianów Północnych. Południowa część, obejmująca m.in. Ogasawara-shotō i Kazan-rettō geograficznie stanowi część Mikronezji w Oceanii. Administracyjnie wchodzą one w skład prefektury Tokio. 

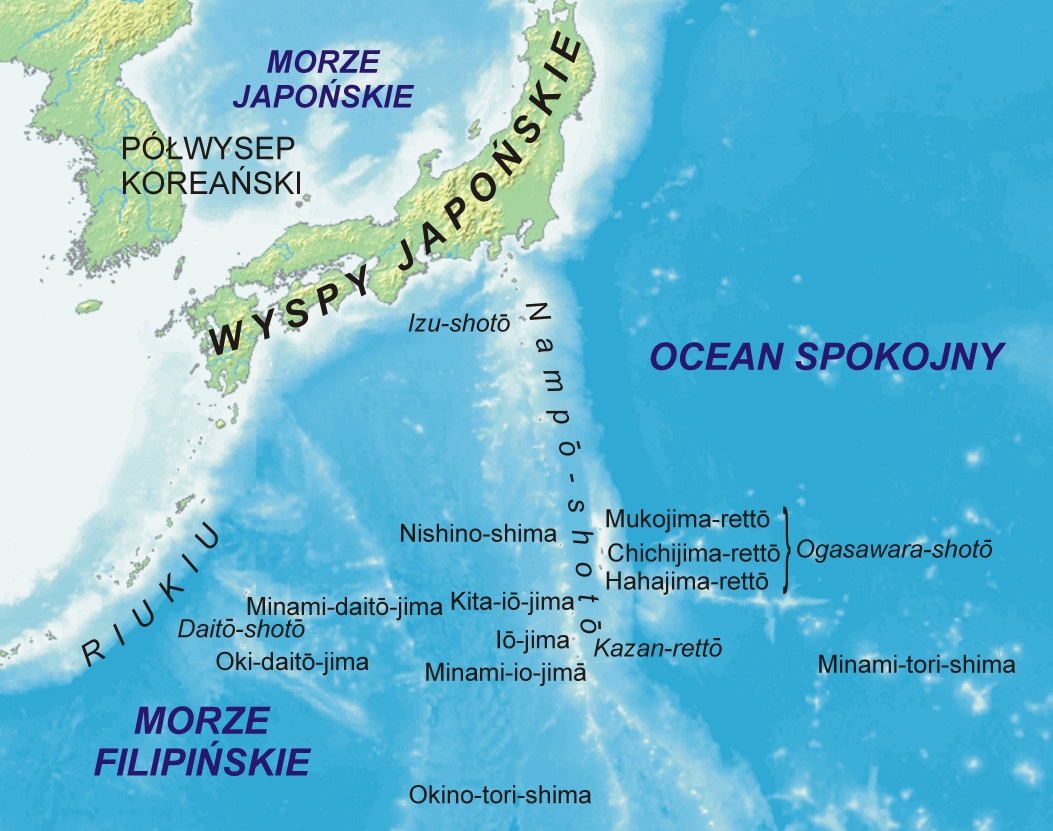
Mapa grupy wysp Nanpō

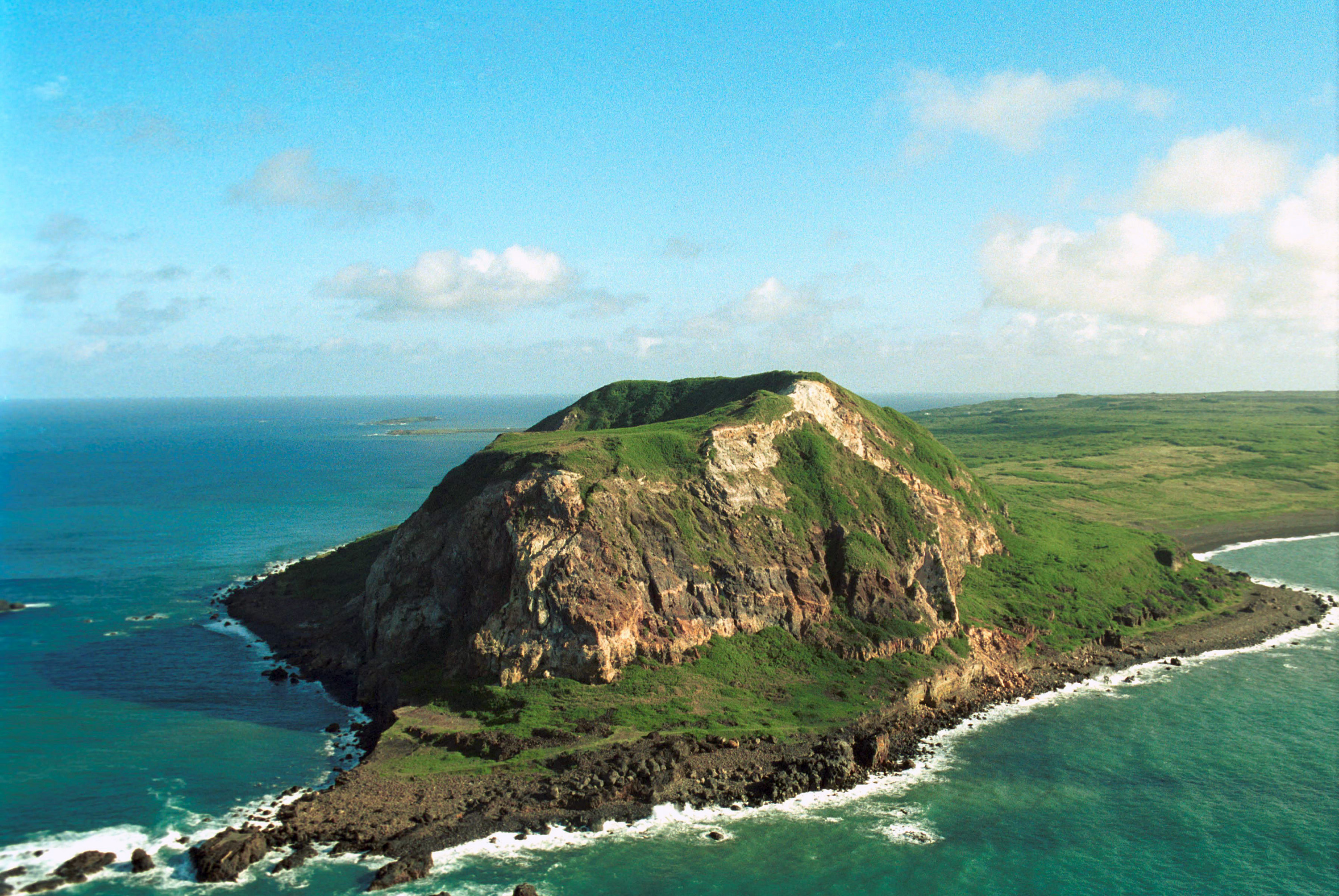
Iwo Jima, góra Suribachi

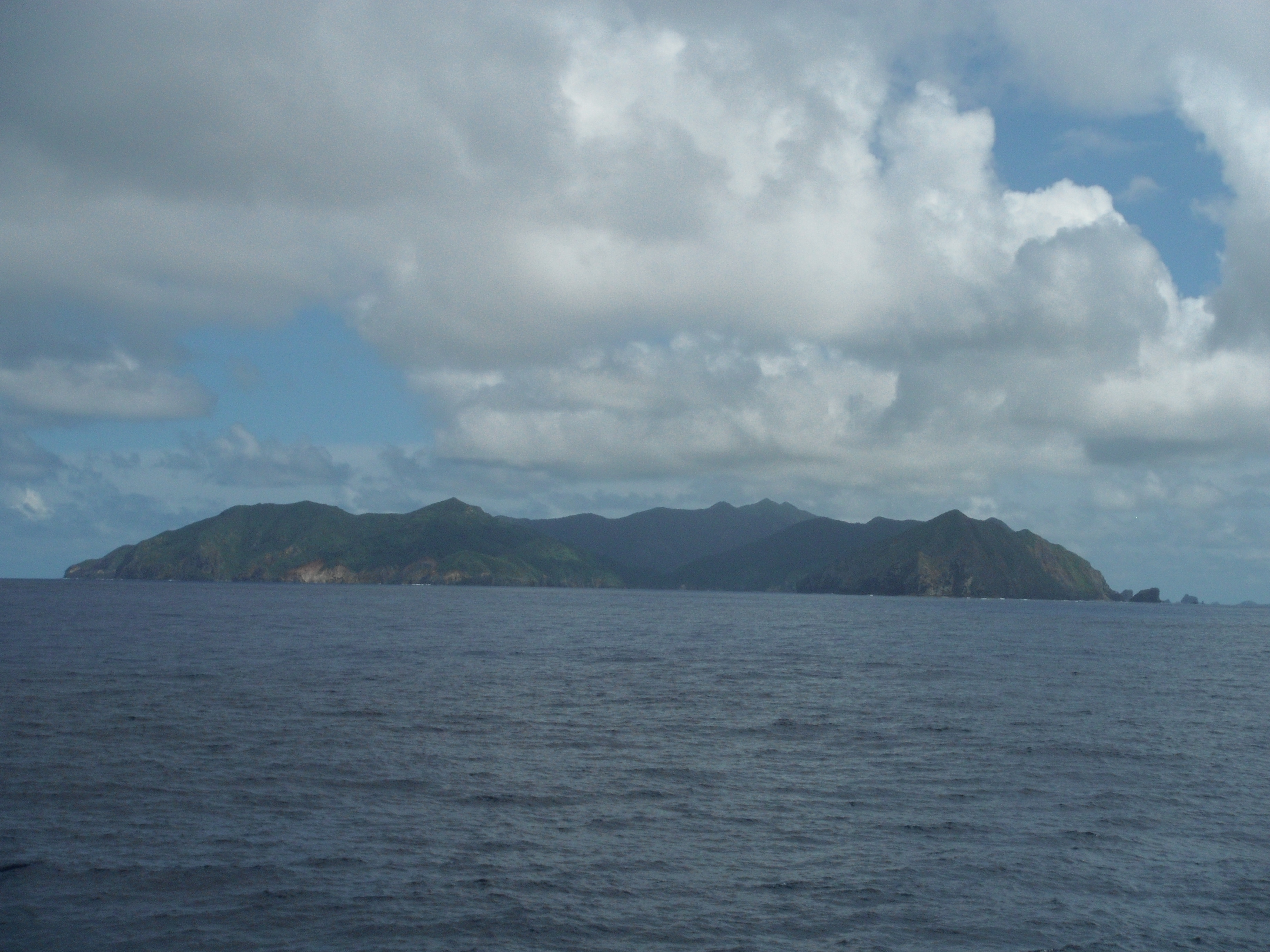
Haha-jima

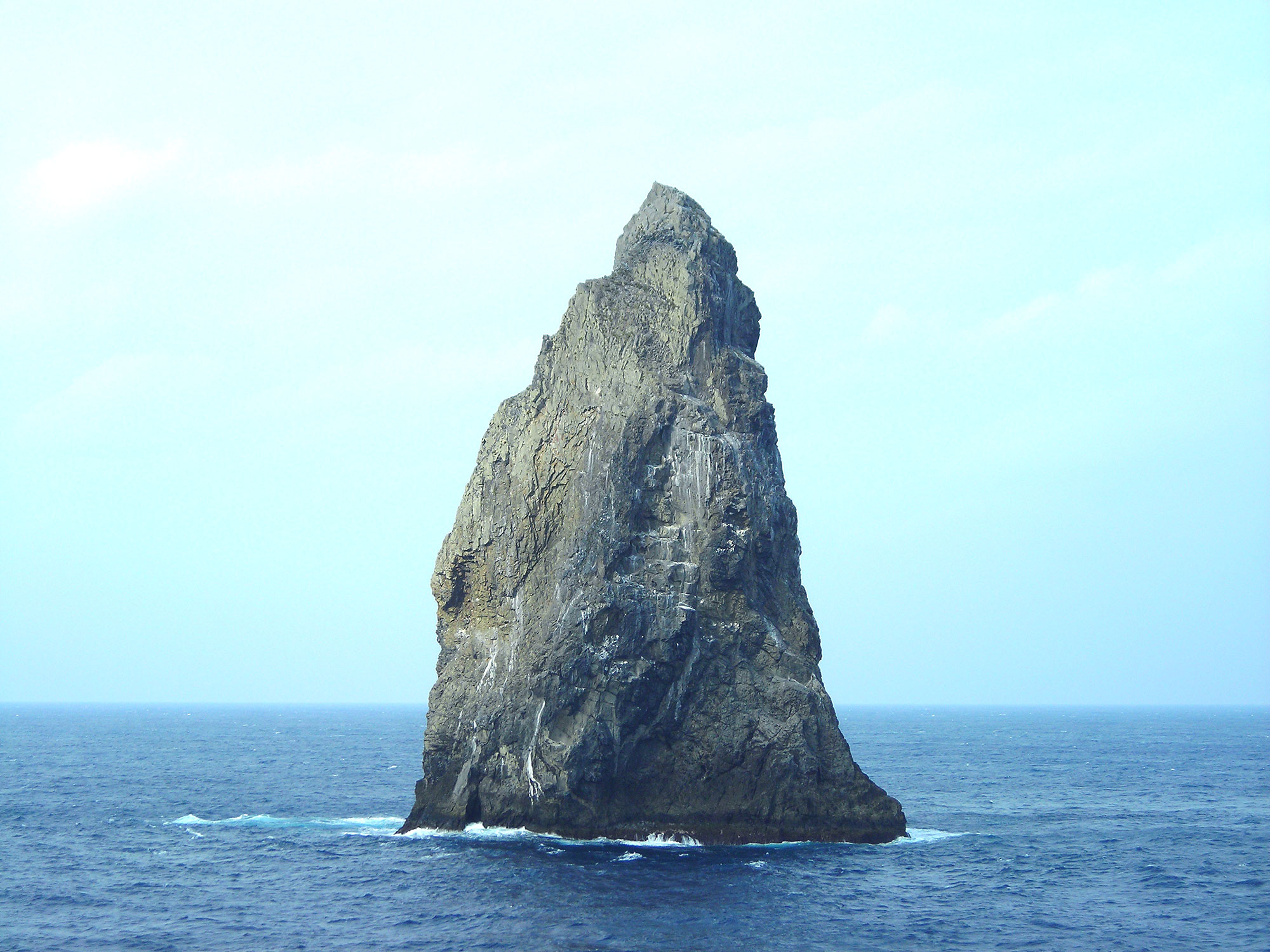
Sōfu-gan

Wyliczając od północy, na łańcuch ten składają się trzy główne archipelagi: Izu, Ogasawara, Kazan (nosi także nazwę Iō). Niektóre mapy i źródła traktują archipelagi Ogasawara i Kazan jako jeden archipelag o nazwie Ogasawara, który według klasyfikacji japońskiej dzieli się na dwa mniejsze archipelagi: Ogasawara-guntō i Iō-rettō. Odległość od wysuniętej najdalej na południe Minami Iō-tō do wyspy Farallon de Pajaros w archipelagu Marianów Północnych wynosi ok. 1000 km. Archipelag Ogasawara-guntō dzieli się na małe archipelagi: Mukojima-rettō, Chichijima-rettō i Hahajima-rettō. 
Pomiędzy Geospatial Information Authority of Japan (GSI) a Hydrographic and Oceanographic Department należącym do Japan Coast Guard (JCG – Japońska Straż Wybrzeża) panują pewne rozbieżności dot. zasięgu i nazewnictwa wysp i archipelagów. W załączonym dokumencie w języku japońskim, sporządzonym przez JCG, znajduje się szczegółowy opis dotyczący m.in. grupy wysp Nanpō. Na stronie 9 jest zamieszczona mapa nr 1 pokazująca obszary, gdzie niektóre nazwy nie zostały jeszcze usystematyzowane. Dotyczy to zarówno Nanpō, jak i Archipelagu Południowo-Zachodniego (Nansei-shotō – Riukiu). Z kolei na mapie nr 10 na stronie 14 zaznaczono różnice stanowisk obu agencji rządowych: kolorem pomarańczowym – GSI, a kolorem niebieskim – JCG. 
GSI wyróżnia dwa główne obszary: Izu-shotō i Ogasawara-shotō. Ten drugi obszar dzieli z kolei na: Kazan-rettō, Ogasawara-guntō, Minami Tori-shima, Oki-no-Tori-shima. 
JCG sugeruje identyczny podział i nazewnictwo, ale traktuje cały obszar wielkiego trójkąta jako Nanpō-shotō. 
- Izu-shotō
  - Ōshima (Izu Ōshima) 大島, pow. 90,73 km²[6]
  - To-shima 利島, pow. 4,12 km²[7]
  - Nii-jima 新島, pow. 22,97 km²[7] i położona nieopodal Shikine-jima 式根島, pow. 3,67 km²[7]
  - Kōzu-shima 神津島, pow. 18,24 km²[7]
  - Miyake-jima 三宅島, pow. 55,20 km²[6]
  - Mikura-jima 御蔵島, pow. 20,52 km²[7]
  - Hachijō-jima 八丈島, pow. 69,11 km²[6] i leżąca tuż obok Hachijō-kojima 八丈小島, pow. 3,07 km²[6]
  - Aoga-shima 青ヶ島, pow. 5,96 km²[7]
  - Sumisu-jima lub Sumisu-tō, 須美寿島, Smith Island lub Smith Rock (skała), pow. 0,02 km²[8]
  - Sōfu-gan lub Sōfu-iwa  孀婦岩 (skała)
  - Tori-shima 鳥島 lub Izu-no-Tori-shima 伊豆鳥島, pow. 4,79 km²[8]
  - Beyonēsu-retsugan  ベヨネース列岩 Bayonnaise Rocks (grupa skał)

- Ogasawara-shotō, jap. 小笠原諸島, ang. Bonin Islands, 106,88 km² (w ścisłym sensie, czyli 3 główne grupy wysp: Mukojima-rettō, Hahajima-rettō, Chichijima-rettō - 69,52 km²)[8] ; 2 932 mieszkańców[9] 
  -     - Mukojima-rettō 聟島列島, ang. Perry Group
      - Muko-jima 聟島, hiszp. Isla del Novio, pow. 2,56 km²[7]
      - Nakōdo-jima 媒島), pow. 1,37 km²[7]
      - Yome-jima 嫁島, hiszp. Isla de la Novia, 0,85 km²
      - Kita-no-shima 北ノ島, hiszp. Isla Norte, 0,19 km²

    - Chichijima-rettō 父島列島, ang. Beechey Group,
      - Chichi-jima 父島, ang. Peel Island, pow. 23,45 km²[7]
      - Ani-jima 兄島, hiszp. Isla del Hermano Mayor, pow. 7,88 km²[7]
      - Otōto-jima 弟島, hiszp. Isla del Hermano Menor, pow. 5,20 km²[7]
      - Nishi-jima 西島, hiszp. Isla Oeste, 0,49 km²
      - Minami-jima 南島, hiszp. Isla Sur 0,34 km²
      - Higashi-jima 東島, hiszp. Isla Este, 0,28 km²

    - Hahajima-rettō 母島列島, ang. Coffin Group, Bailey Group
      - Haha-jima 母島, ang. Coffin Island, Hillsborough Island, pow. 19,88 km²[7]; 440 mieszkańców
      - Ane-jima 姉島, hiszp. Isla de la Hermana Mayor,  pow. 1,43 km²[7]
      - Mukō-jima 向島, pow. 1,38 km²[7]
      - Imōto-jima 妹島, hiszp. Isla de la Hermana Menor, pow. 1,23 km²[7]
      - Mei-jima 姪島, hiszp. Isla de la Sobrina, 1,13 km²
      - Taira-shima 平島 0,60 km²

  - Kazan-rettō lub Iō-rettō 火山列島, ang. Volcano Islands, 33,01 km²[8] (bez Nishino-shima)
    - Nishi-no-shima 西之島, ang. Rosario Island, pow. 2,89 km²[7]; niezamieszkana, leży w dużej odległości na północ od pozostałych trzech wysp archipelagu
    - Kita Iō-tō 北硫黄島, hiszp. Isla Septentrional del Azufre, pow. 5,56 km²[7]; niezamieszkana
    - Iwo Jima (Iō-tō) 硫黄島, ang. Iwo Jima, pow. 23,73 km²[7]; brak stałych mieszkańców
    - Minami Iō-tō 南硫黄島, ang. San Augustino Island, pow. 3,54 km²[7]

  - Dwie odległe od głównego łańcucha wyspy to:
    - Minami Tori-shima 南鳥島, Marcus Island, pow. 1,46 km²[7]; brak stałych mieszkańców, jest najdalej wysuniętym punktem Japonii na wschód; odległość pomiędzy tą wyspą a najdalej wysuniętą na zachód Yonaguni wynosi 3100 km
    - Oki-no-Tori-shima 沖ノ鳥島, ang. Parece Vela) 0,0085 km²; niezamieszkana, najdalej wysunięta na zachód wyspa grupy Nanpō

## Mapy

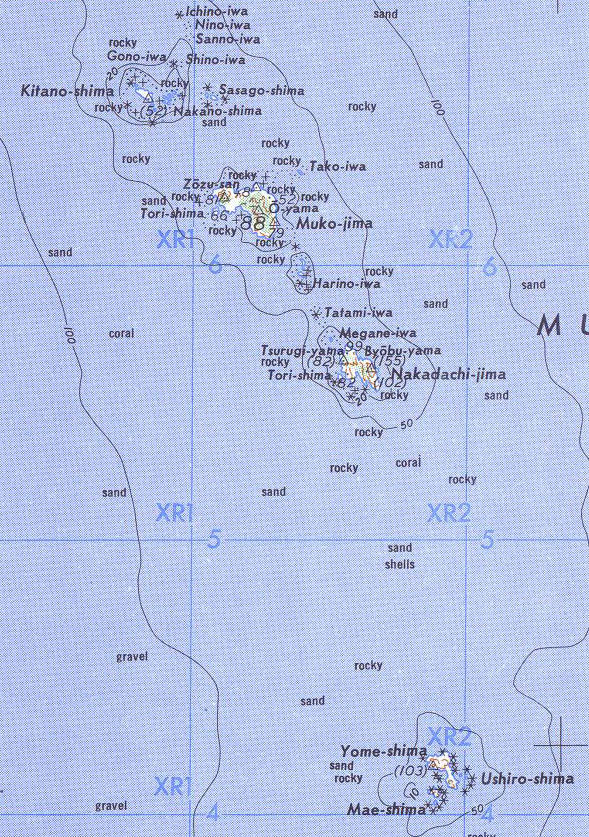
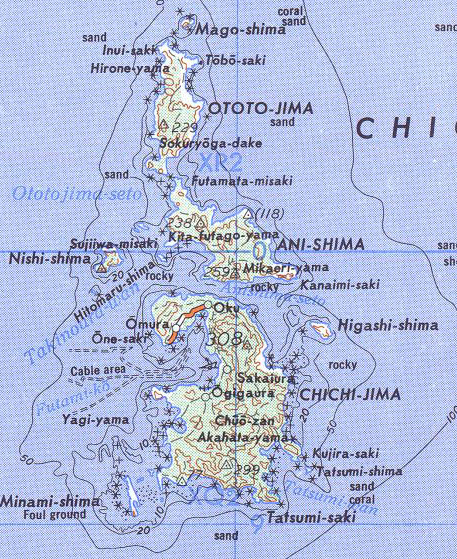
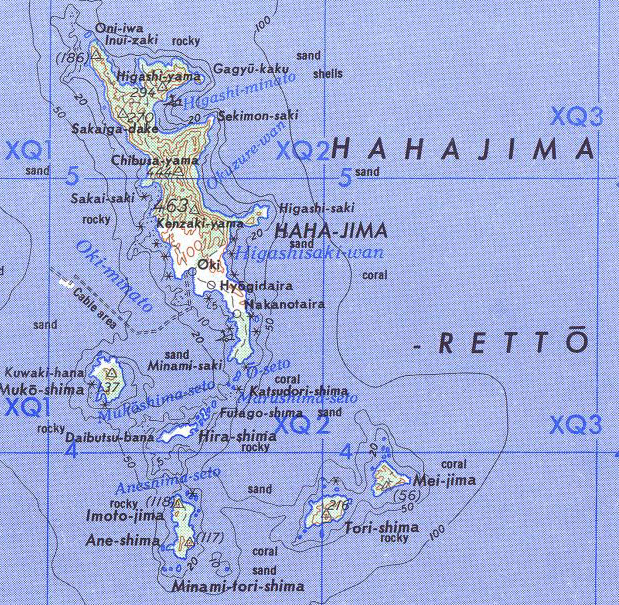
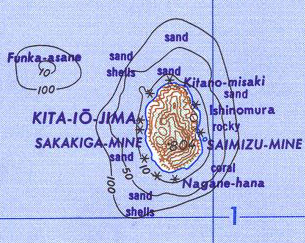
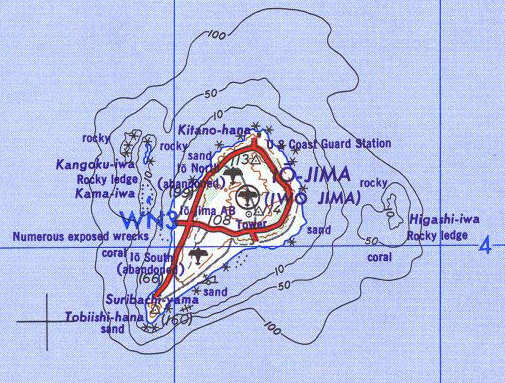
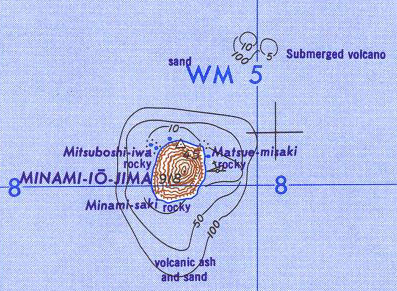
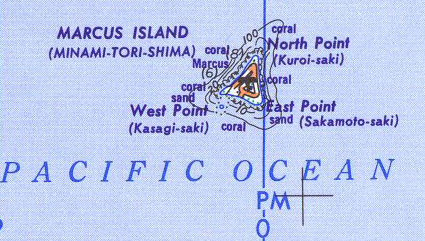